# Paulo Thiago
Paulo Alencar Antunes Thiago (Brasilia, 25 gennaio 1981) è un lottatore di arti marziali miste brasiliano, cintura nera di Jiu jitsu brasiliano e Judo.
Combatte nella divisione dei pesi welter.
Ha lottato nella prestigiosa promozione statunitense UFC dal 2009 al 2014 con un record parziale di 5 vittorie e 8 sconfitte.
È tuttora un poliziotto in carriera e membro del BOPE, un gruppo di intervento speciale della Polícia Militar brasiliana.

## Carriera nelle arti marziali miste

### Inizi
Paulo ha fatto il suo debutto ufficiale nelle arti marziali miste durante l'evento Storm Samurai 8 nel 2005 vincendo per una sottomissione al terzo round contro Ricardo Petrucio.
Successivamente ha gareggiato tre incontri dopo un anno di inattività, dopo due vittorie di fila è stato messo sotto contratto da Jungle Fights MMA una palestra affiliata sia con quella di Anderson Silva che con quella dei fratelli Nogueira.

### Ultimate Fighting Championship

#### Thiago vs Koscheck
Paulo Thiago ha fatto il suo debutto ufficiale durante il PPV UFC 95 contro uno dei primissimi atleti della lega, il freestyler Josh Koscheck in un match che ha visto combattere l'atleta brasiliano da lottatore libero (prima del match contro Koscheck non aveva il contratto con la UFC) senza avere il contratto con la federazione.
Quel match contro ogni pronostico finì per dare ragione a Paulo Thiago.
Curiosamente secondo il commentatore della diretta di quella sera Joe Rogan, Thiago era in netto svantaggio su Josh Koscheck ma grazie a un uppercut prima e un gancio sinistro dopo Paulo vinse il match con l'arbitro che decise d'interrompere il match anche se Josh Koschneck si rialzò e protestò a lungo a fine gara ma successivamente alla fine del match il colpo inflitto da Thiago a Josh fu nominato KO of the Night.

#### 2009
Come secondo incontro per Thiago ci fu il match contro il compagno di squadra di Josh Koschneck il lottatore Jon Fitch durante l'evento UFC 100 dove questa volta Thiago perse per decisione dei giudici nei confronti di Jon, ma successivamente a UFC 106 vinse contro il debuttante Jacob Volkmann.
Nell'evento chiamato UFC 109 era in programma nuovamente il match contro Josh Koscheck ma quest'ultimo per via di un infortunio dovette ritirarsi lasciando il posto al compagno d'allenamento Mike Swick con la vittoria di Thiago per sottomissione con una D'arce Choke.

#### Dal 2010
Prima diritrovare la vittoria nell'anno seguente, Thiago nel 2010 perse due incontri di fila prima con Martin Kampmann e poi contro Diego Sanchez vincendo però il premio insieme all'avversario di Fight of the Night.
Nel mese di novembre dopo il rinnovo di contratto con la federazione, Paulo aveva un match in programma contro Johny Hendricks ma a causa di un infortunio non poté prendere parte all'evento.
Nel 2011 nel suo primo match annuale vinse contro David Mitchell nell'evento UFC 134.
Il 14 gennaio 2012 ha combattuto a UFC on Fuel TV: Gustafsson vs. Silva contro Siyar Bahadurzada venendo sconfitto in meno di un minuto mentre a novembre del 2012 su Fuel TV ha dovuto arrendarsi contro Kim Dong-Hyun.
Nel 2013 torna alla vittoria in Brasile contro il connazionale Michel Prazeres, il quale sostituiva l'infortunato Lance Benoist.
In agosto doveva affrontare il giovane Kevin Gastelum, vincitore dell'ultima stagione del reality show The Ultimate Fighter, ma questa volta fu Thiago a dare forfait causa infortunio.
In novembre cade per la quinta volta nelle ultime sette gare contro il talentuoso Brandon Thatch.
Thiago perde ancora anche nel 2014 per due volte consecutivamente di fronte al pubblico brasiliano, venendo conseguentemente licenziato dall'UFC.

### Risultati nelle arti marziali miste
| Risultato | Record | Avversario        | Metodo                               | Evento                                    | Data              | Round | Tempo | Città                   | Note                                    |
| --------- | ------ | ----------------- | ------------------------------------ | ----------------------------------------- | ----------------- | ----- | ----- | ----------------------- | --------------------------------------- |
| Sconfitta | 15-8   | Sean Spencer      | Decisione (unanime)                  | UFC Fight Night: Silva vs. Arlovski       | 13 settembre 2014 | 3     | 5:00  | Brasilia, Brasile       |                                         |
| Sconfitta | 15-7   | Gasan Umalatov    | Decisione (unanime)                  | TUF Brazil 3 Finale: Miocic vs. Maldonado | 31 maggio 2014    | 3     | 5:00  | San Paolo, Brasile      |                                         |
| Sconfitta | 15-6   | Brandon Thatch    | Sottomissione (colpi)                | UFC Fight Night: Belfort vs. Henderson    | 9 novembre 2013   | 1     | 2:10  | Goiânia, Brasile        |                                         |
| Vittoria  | 15-5   | Michel Prazeres   | Decisione (unanime)                  | UFC on FX: Belfort vs. Rockhold           | 18 maggio 2013    | 3     | 5:00  | Jaraguá do Sul, Brasile |                                         |
| Sconfitta | 14–5   | Kim Dong-Hyun     | Decisione (unanime)                  | UFC on Fuel TV: Franklin vs. Le           | 10 novembre 2012  | 3     | 5:00  | Cotai, Macao            |                                         |
| Sconfitta | 14–4   | Siyar Bahadurzada | KO (pugno)                           | UFC on Fuel TV: Gustafsson vs. Silva      | 14 aprile 2012    | 1     | 0:42  | Stoccolma, Svezia       |                                         |
| Vittoria  | 14–3   | David Mitchell    | Decisione (unanime)                  | UFC 134: Silva vs. Okami                  | 27 agosto 2011    | 3     | 5:00  | Rio de Janeiro, Brasile |                                         |
| Sconfitta | 13–3   | Diego Sanchez     | Decisione (unanime)                  | UFC 121: Lesnar vs. Velasquez             | 23 ottobre 2010   | 3     | 5:00  | Anaheim, Stati Uniti    |                                         |
| Sconfitta | 13–2   | Martin Kampmann   | Decisione (unanime)                  | UFC 115: Liddell vs. Franklin             | 12 giugno 2010    | 3     | 5:00  | Vancouver, Canada       |                                         |
| Vittoria  | 13–1   | Mike Swick        | Sottomissione (d'arce choke)         | UFC 109: Relentless                       | 6 febbraio 2010   | 2     | 1:54  | Las Vegas, Stati Uniti  |                                         |
| Vittoria  | 12–1   | Jacob Volkmann    | Decisione (unanime)                  | UFC 106: Ortiz vs. Griffin 2              | 21 novembre 2009  | 3     | 5:00  | Las Vegas, Stati Uniti  |                                         |
| Sconfitta | 11–1   | Jon Fitch         | Decisione (unanime)                  | UFC 100                                   | 11 luglio 2009    | 3     | 5:00  | Las Vegas, Stati Uniti  |                                         |
| Vittoria  | 11–0   | Josh Koscheck     | KO (montante)                        | UFC 95: Sanchez vs. Stevenson             | 21 febbraio 2009  | 1     | 3:29  | Londra, Regno Unito     | Debutto in UFC                          |
| Vittoria  | 10–0   | Luis Dutra Jr.    | KO Tecnico (infortunio)              | Jungle Fight 11                           | 13 settembre 2008 | 1     | 0:40  | Rio de Janeiro, Brasile |                                         |
| Vittoria  | 9–0    | Ferrid Kheder     | Decisione (unanime)                  | Jungle Fight 10                           | 12 luglio 2008    | 3     | 5:00  | Rio de Janeiro, Brasile |                                         |
| Vittoria  | 8–0    | Paulo Cavera      | Sottomissione (triangolo di braccio) | Jungle Fight 9: Warriors                  | 31 maggio 2008    | 1     | -     | Rio de Janeiro, Brasile |                                         |
| Vittoria  | 7–0    | Leonardo Pecanha  | Decisione (unanime)                  | Jungle Fight 8                            | 6 aprile 2008     | 3     | 5:00  | Rio de Janeiro, Brasile |                                         |
| Vittoria  | 6–0    | Fernando Bettega  | Sottomissione (triangolo di braccio) | Capital Fight 1                           | 14 dicembre 2007  | 1     | 2:02  | Brasilia, Brasile       |                                         |
| Vittoria  | 5–0    | Franklin Careli   | Sottomissione (rear naked choke)     | Conquista Fight 3                         | 12 maggio 2007    | 2     | 0:37  | Brasile                 |                                         |
| Vittoria  | 4–0    | Igor Maux         | Sottomissione (anaconda choke)       | Grand Prix Planaltina                     | 13 ottobre 2006   | 1     | 1:06  | Planaltina, Brasile     | Vince il Grand Prix Planaltina          |
| Vittoria  | 3–0    | Diogo Almeida     | Sottomissione (ghigliottina)         | Grand Prix Planaltina                     | 13 ottobre 2006   | 3     | 1:21  | Planaltina, Brasile     | Grand Prix Planaltina, Semifinale       |
| Vittoria  | 2–0    | Marcone Bezerra   | Sottomissione (triangolo di braccio) | Grand Prix Planaltina                     | 13 ottobre 2006   | 3     | 1:31  | Planaltina, Brasile     | Grand Prix Planaltina, Quarti di finale |
| Vittoria  | 1–0    | Ricardo Petrucio  | Sottomissione (triangolo)            | Storm Samurai 8                           | 2 luglio 2005     | 3     | 1:36  | Rio de Janeiro, Brasile |                                         |

## Premi
- Knockout of the Night (1)
- Submission of the Night (1)
- Fight of the Night (1)